# Пасіфік-Палісейдс

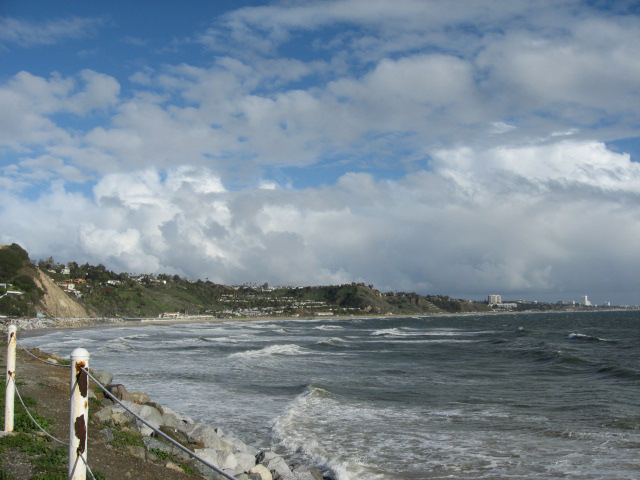
Вигляд пляжа Пасіфік-Палісейдс й Санта-Моніки з державного парку Вілла Роджерса.

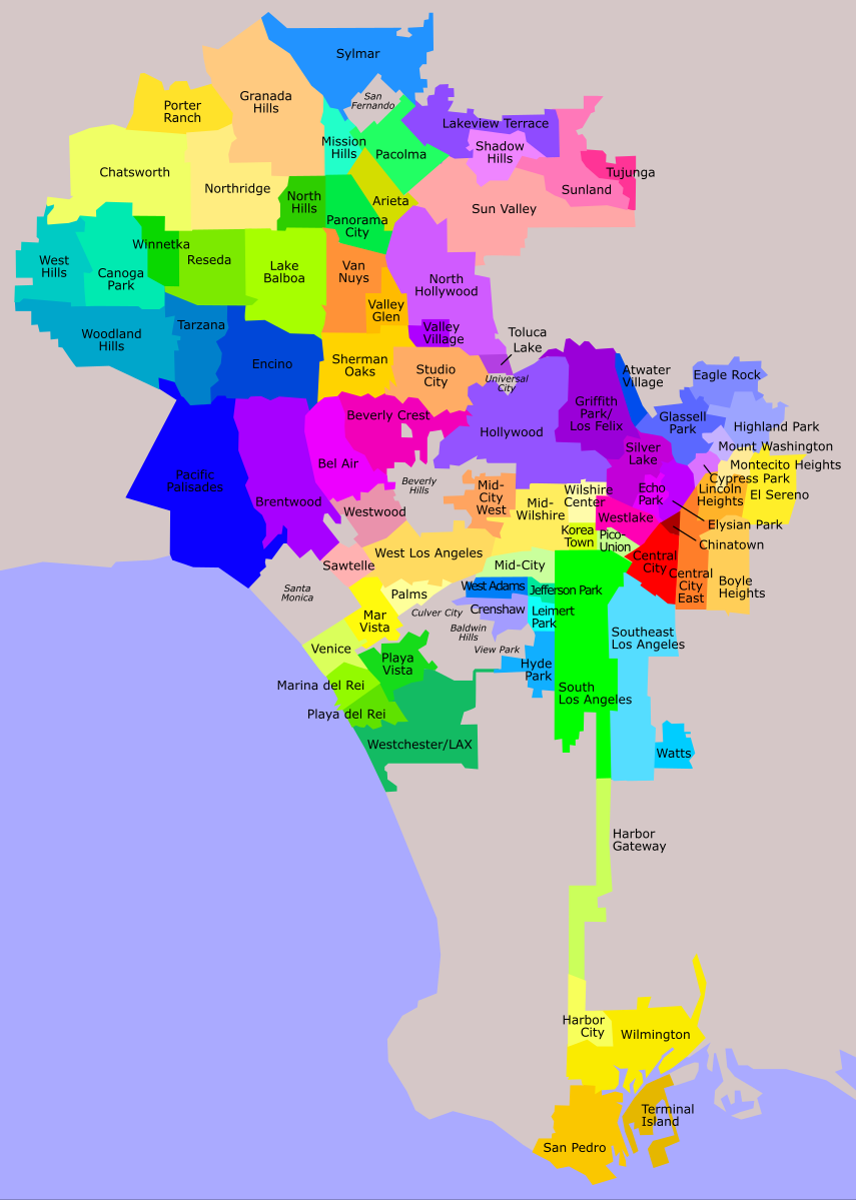
Пасіфік-Палісейдс знаходяться на заході у центральній частині; позначений синім

Пасіфік-Палісе́йдс, Пасифік-Палісейдс (англ. Pacific Palisades)— місцевість на заході Лос-Анджелеса на південних схилах гір Санта-Моніка над затокою Санта-Моніка Тихого океану.
Пасіфік-Палісейдс є тихоокеанським курортом, одним з культурних центрів Лос-Анджелеса й німецької емігрантської культури, оселею для чисельних відомих особистостей Америки.

## Географія
На півночі межує по верхів'ю гір Санта-Моніка з районами Енсіно, Тарзана й Вудланд-Гіллс; на сході— межує з Брентвудом й містом Санта-Моніка; на півдні— води затоки Санта-Моніка; на заході— місто Малібу.
Пасіфік-Палісейдс має один поштовий код— 90272.

### Сусідства Пасіфік-Палісейдс
- Вілладж центральний комерційний район з центром по Сансет бульвару й Віа-де-ла-Паз;
- Віа-Меса знаходиться південніше Сансет бульвару над океаном між каньйоном Темескал на заході й каньйоном Потреро на сході;
- Хантінгтон-Палісейдс знаходиться південніше Сансет бульвару над океаном між каньйоном Потреро на заході й каньйоном Чайиауква на сході;
- Ель-Медіо-Меса;
- Кастеліаммаре;
- Палісейдс-Хайландс;
- Растик-Каньйон;
- Рівьєра.

## Населення
Населення на 2018 рік складає 28,811 осіб. Площа 62,95 км². Щільність населення— 457,7 осіб/км². Середній дохід на господу в 2016 році склав 155298 доларів. Середній вік 49,9 років у чоловіків й 47,8 років у жінок. Середня господа складається з 2,7 осіб. 48,2% господ є сімейними. З них 69,9% є подружніми господами. 35,1% подружжів живуть з дітьми. 11,1% господ становлять матері-одиначки. 1,6% мешканців майже не говорять англійською. 47,0% народилося у Каліфорнії. 19,7% є іноземцями.
За переписом 2000 року Пасіфік-Палісейдс мали найвищу частку білого населення серед районів Лос-Анджелеса, а саме 88,6%.
Середня вартість окремого житлового будинку 2,243млн доларів (2016 рік).

## Історія
1911 року режисер Томас Інс створив тут Західну фільмову фабрику «Інсевіль», що працевлаштовувала 600 осіб.

### Християнська комуна
1922 пастор методистської епископальної церкви Чарльз Скотт придбав ці землі й заснував поселення Пасіфік-Палісейдс, як християнську-інтелектуальну комуну. Віряни, під час будівництва мешкали у наметах. 1925 року тут вже було 100 садиб. Вулиці були названі іменами методистських місіонерів.

### Переваги Пасіфік-Палісейдс
З плином часу намети змінювалися на зрубні хати, зруби— на бунгало, а бунгало— на багатомільйонні вілли-палаци.
Пасифік-Палісейдс має набагато прохолодніші температури влітку ніж більша частина Лос-Анжелесу, й більш сонячне й менш туманне небо ніж узбережжя південніше, що привабило багатьох переселенців з Лос-Анжелеса.
Тривалий час у Пасіфік-Палісейдс тривала неофіційна заборона на алкоголь, чому тут не було питних, окрім одного китайського ресторану.

### «Веймар на морі»
За панування нацизму у Німеччині у 1930-их й 1940-их роках численні митці й інтелектуали з Німеччини й Австрії мешкали у Пасіфік-Палісейдс. Серед відомих митців тут мешкали: Томас Манн (1550 San Remo Drive), Ліон Фейхтвангер, Теодор Адорно, Оскар Гомолка тощо.
Вілла Аврора Ліона Фейхтвангера у іспанському колоніальному стилі (520 Paseo Miramar) стала центром цієї німецькомовної культурної громади, яку він назвав «Веймар на морі».

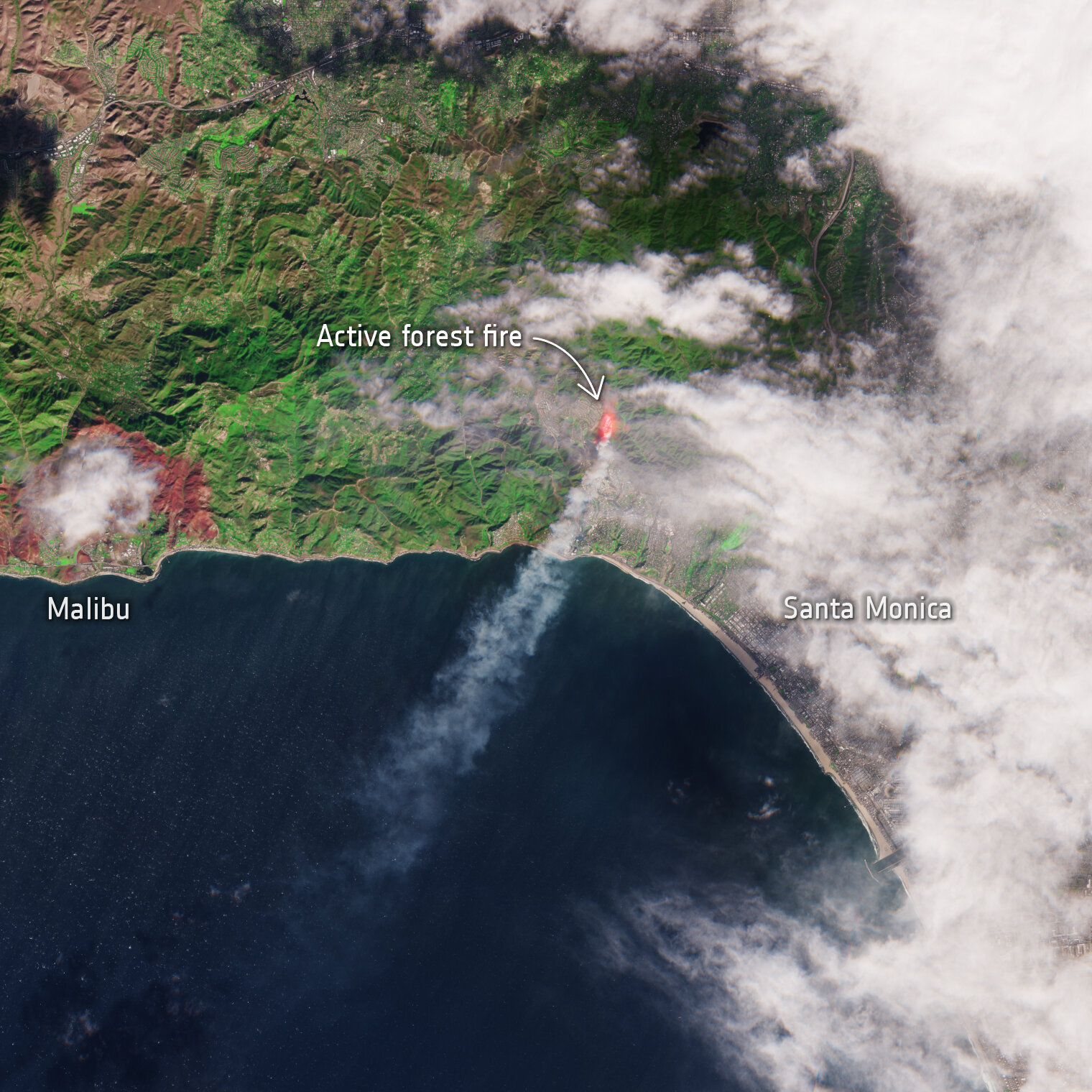
Вид з космосу на лісову пожежу

У січні 2025 року велика частина міста була спалена внаслідок лісової пожежі, офіційно підтверджено, що понад 300 споруд знищено. Деякі джерела, такі як Wildfire Alliance, повідомили, що понад 1000 споруд було зруйновано, що становить більша частина міст.

## Культура
З 1928 року видається газета Палісейдс-Пост.
У Пасифік-Палісейдс було знято численні фільми.

### Вілла Гетті

Садовий двір з римським басейном.

Тут знаходиться копія римської вілли «Гетті-вілла», яка є архітектурно-садовою пам'яткою мистецтва, у якій розміщено багата колекція скульптури.

### Парки
У Пасифік-Палісейдс численні природна парки, що переважно займають каньйони Санта-Моніцьких гір: Палісейдс парк, парк Растік каньйона, парк Темескал каньйону, парк Санта-Інез каньйону, парк Рівас каньйону, державний парк Вилл Роджерс, державний історичний парк Вилл Роджерс, парк Темескал Гейтвей, державний парк Топанга.

### Будинок Імс
1949 року будинок піонерів дізайну Чарльза й Берніс Імс.

## Відомі мешканці
Сучасні або колишні мешканці Пасифік-Палісейдс:
- політик: Рональд Рейган (1669 San Onofre Dr. мешкав з січня 1957 до січня 1981 перед здобуття поста Президента США)[5],
- актори: Дженніфер Лав Г'юїтт[6], Бен Аффлек з дружиною Дженніфер Гарнер (1700 San Remo Dr)[7], Едді Альберт (719 Amalfi Dr), Леслі Манн з чоловіком Джаддом Апатовим (1338 Bella Oceana Vis), Ден Екройд (851 Paseo Miramar), Мел Бланк (266 Toyopa Dr), Чеві Чейз (колишня садиба 17492 Camino De Yatasto), Джеймі Лі Кертіс, Ларрі Девід (212 Vance St), Джон Гудмен (1115 Via De La Paz), Пітер Грейвс, Стів Гуттенберг (1401 Calle Del Jonella), Курт Расселл з дружиною Голді Гоун (1417 Capri Dr), її донька Кейт Гадсон (780 Amalfi Dr), Ніколь Кідман (мешкала у 1990-их-2002 1525 Sorrento Dr), Тед Найт (17416 Camino De Yatasto), Джулія Луї-Дрейфус (535 Alma Real Dr), Ріта Вілсон (1600 San Onofre Dr), Тельма Тодд вбита у власному гаражі (17531 Posetano Rd), Арнольд Шварценеггер (14203-14233 Evans Rd (W Sunset Blvd)), Александра Пол (1411 Palisades Dr), Кріс О'Доннелл (14915 Camarosa Dr),, Ріта Морено (1620 Amalfi Dr)
- телеведучий Конан О'Браєн (1253 Amalfi Dr)[8][9],

- співаки: Ріанна (932 Rivas Canyon)[10], Джонні Голлідей, Ренді Ньюман (1610 San Remo Dr), Джон Меєр (1274 Calle De Sevilla),
- кінопродюсери: Джефрі Джейкоб Абрамс (1349 Marinette Rd, 1582 Sorrento Dr)[11], Стівен Спілберг (мешкав у 1515 Amalfi Dr),
- письменники: Ліон Фейхтвангер (520 Paseo Miramar), Томас Манн (1550 San Remo Drive), Генрі Міллер (444 Ocampo Dr),
- вчені: Річард Бакмінстер Фуллер (15313 Whitfield Avenue),
- філософи: Макс Горкгаймер (жив у 1940-49 роках 13524 D'Este Drive)[12],
- спортсмени: Кобі Браянт[13], Шуґар Рей Леонард (1550 Amalfi Dr),